# Herbert Keller
Herbert Bishop Keller (19 de junho de 1925 — 26 de janeiro de 2008) foi um matemático estadunidense.
Foi professor de matemática aplicada do Instituto de Tecnologia da Califórnia. Fellow da Academia de Artes e Ciências dos Estados Unidos, conhecido por suas contribuições na área de matemática aplicada e análise numérica incluindo teoria da bifurcação, dinâmica dos fluidos computacional (CFD) e computação científica. É co-autor, com Eugene Isaacson, do livro-texto clássico Analysis of Numerical Methods, ainda em uso em programas de pós-graduação em matemática aplicada.
Recebeu o Prêmio Theodore von Kármán de 1994. Irmão mais novo do matemático aplicado Joseph Keller.